# Dean Simonton
Dean Keith Simonton, född 27 januari 1948, är en amerikansk psykolog.
Dean Keith Simonton tog kandidatexamen i psykologi på Occidental College 1970, masterexamen i socialpsykologi vid Harvard University 1973 och disputerade i socialpsykologi vid Harvard University 1975. 
Han har varit professor i psykologi vid University of California, Davis. Han är mest känd för forskning med historiometrisk ansats om genialitet, kreativitet och ledarskap.
Han fick 2019 Mensa Foundations "Lifetime Achievement Award" för sina bidrag till kunskap om mänsklig intelligens.
| ”               | Min syn på intelligens ... [är] att det finns en viss uppsättning kognitiva egenskaper som möjliggör för en person att anpassa sig till och fungera väl i de olika omgivningar som de befinner sig i, och att denna kognitiva förmåga innefattar saker som minne och återhämtande av lagring i minnet, problemlösning och så vidare. | „ |
| – Dean Simonton | |   |